# 得点 (バスケットボール)
バスケットボールにおける得点は、試合のスコアを記録するために主に使われる。得点はフィールドゴール (2点または3点) またはフリースロー (1点) で記録され、スリーポイントラインの内側からフィールドゴールをした場合は2点、スリーポイントラインの外からフィールドゴールを決めた場合、3点を獲得。ゲーム終了時に最も多くの得点を記録したチームが、そのゲームの勝者となる。

## 得点推移

### NBA
近年のNBAでは全盛期ともいわれるスリーポイントの多様化や年々試合のペースが高速化され、1試合のチームスコアがここ50年で最高得点110得点以上を記録するなど、効率的な得点を求められている。1980年以前のNBAでも現在のように高得点ゲームであったは、当時スリーポイントが導入されてはいないものの、PACE (攻撃回数指数) が多かったのが理由である。その後、1990年代から2000年代はスリーポイントは導入されていたが、ポストオフェンスやミドルレンジ付近のショットが最も効率的だと考えられていた。また、当時はハンドチェックの厳しいディフェンスが存在したこともあり、リーグの平均得点が90点台であった。その後、斬新とも言われたマイク・ダントーニが採用していた7秒以下のラン・アンド・ガンオフェンス「07 Seconds or Less Suns」の影響やゴールデンステート・ウォリアーズの成功を受け、今日で見られる高得点でペースの速いゲームにシフトされていった。

## NBA

### レギュラーシーズン
- 歴代通算得点: レブロン・ジェームズ (40,000得点)[12]
- 歴代最高平均得点: マイケル・ジョーダン (30.12 ppg)[13]
- 歴代シーズン最多得点: 4,029点 (ウィルト・チェンバレン, 1961–62シーズン)[14]
- 歴代シーズン平均得点: 50.4点 (ウィルト・チェンバレン, 1961–62シーズン)[14]
- 1試合最多得点: 100得点 (ウィルト・チェンバレン, 1962年2月3日, 対ニューヨーク・ニックス戦にて)[14]
- ハーフクォーター最多得点: 59得点 (ウィルト・チェンバレン)[14]
- 1クォーター最多得点: 37得点 (クレイ・トンプソン)[14]
- 延長戦1回での最多得点: 16得点 (ギルバート・アリーナス)

### プレーオフ
- 通算得点: レブロン・ジェームズ (7,491得点)
- 歴代最高平均得点: マイケル・ジョーダン (33.4ppg)
- 1試合最高得点: マイケル・ジョーダン (63得点, 1986年4月20日, 対ボストン・セルティックス戦にて [2OT])
- ハーフクォーター最多得点: スリーピー・フロイド (39得点, ゴールデンステート・ウォリアーズ対ロサンゼルス・レイカーズ)
- 1クォーター最多得点: スリーピー・フロイド (29得点, ゴールデンステート・ウォリアーズ対ロサンゼルス・レイカーズ)
- 延長1回戦における最多得点: ステフィン・カリー (17得点, 2016年5月9日 vs. ポートランド・トレイルブレイザーズ戦にて)

## ユーロリーグ
ユーロリーグにおける記録は以下のとおり。
- 歴代通算得点: 4455点[15] (ヴァシレイオス・スパヌリス)
- 歴代最高平均得点: 22.2ppg[16] (アルフォンソ・フォード（英語版）)
- 1試合最高得点: 99得点 (ラディヴォイ・コラッチ（英語版）, アルヴィックスBK（英語版）戦にて)
- シーズン最多得点: 54.8ppg (ラディヴォイ・コラッチ（英語版）, 1964-65シーズン)

## Bリーグ
B1リーグ

### レギュラーシーズン
- 最多平均得点: 28.7ppg (ダバンテ・ガードナー, 2017-18シーズン)
- シーズン最多得点: 6546点 (ダバンテ・ガードナー)
- 1試合最多得点: 52得点 (ライアン・ロシター, 2018年12月8日 対琉球ゴールデンキングスにて)

## カレッジバスケ
アメリカ合衆国のカレッジ・バスケットボールにおける記録は以下の通り。
- 1試合最多得点: 138得点 (ジャック・テイラー（英語版）[17])
- 歴代最高平均得点: 44.2ppg (ピート・マラビッチ[18])